# Хард Рок Стедіум
Хард Рок Стедіум (англ. Hard Rock Stadium) — американський футбольний стадіон, розташований у місті Маямі, штат Флорида. Стадіон є домашньою ареною команди НФЛ Маямі Долфінс. З 1993 по 2011 роки приймав матчі бейсбольної команди Флорида Марлінс.
18 січня 2010 року Маямі Долфінс підписали п'ятирічну угоду з компанією Sun Life Financial, згідно з якою стадіон Долфін Стедіум тимчасово буде мати назву Сан Лайф Стедіум. Вартість угоди складає 7,5 млн доларів на рік. Загальна сума контракту $37,5 мільйонів.
На стадіоні регулярно проводяться змагання з американського футболу, бейсболу, реслінгу, а також різноманітні концерти.

## Права на перейменування стадіону
Стадіон пройшов через велику кількість перейменувань. Спочатку Долфінс Стедіум був названий на честь Джо Роббі — тодішнього власника команди Маямі Долфінс. Дельфіни були основним орендарем стадіону на той час.
На початку 1990-х права на назву стадіону були продані компанії Pro Player. Згідно з угодою починаючи з 26 серпня 1996 року арена отримала нове ім'я — Pro Player Stadium.
Після цього стадіон ще кілька разів змінював назву. 20 січня 2010, канадською страховою компанією Sun Life Financial офіційно оголошено придбання прав на перейменування стадіону, який отримав назву Сан Лайф Стедіум.
2015 року стадіон було реконструйовано, а у 2016 році права на перейменування до 2034 року придбали Hard Rock Cafe.